# San Pedro del Arroyo
San Pedro del Arroyo is een plaats en gemeente in de Spaanse provincie Ávila en in de regio Castilië en León. San Pedro del Arroyo heeft een oppervlakte van 19 km² en heeft 441 inwoners (1 januari 2016).

## Geografie
San Pedro del Arroyo heeft een oppervlakte van 19 km² en grenst aan de buurgemeenten Albornos, Aveinte, Munogrande, San Juan de la Encinilla, Santo Tomé de Zabarcos en Villaflor.

## Demografische ontwikkeling
| Jaar | Inwoners |
| ---- | -------- |
| 1842 | 140      |
| 1857 | 341      |
| 1860 | 278      |
| 1877 | 382      |
| 1887 | 455      |
| 1897 | 428      |
| 1900 | 444      |
| 1910 | 490      |
| 1920 | 475      |
| 1930 | 479      |
| 1940 | 557      |
| 1950 | 622      |
| 1960 | 691      |
| 1970 | 595      |
| 1981 | 609      |
| 1991 | 516      |
| 2001 | 483      |
| 2011 | 487      |
| 2015 | 455      |

## Galerij

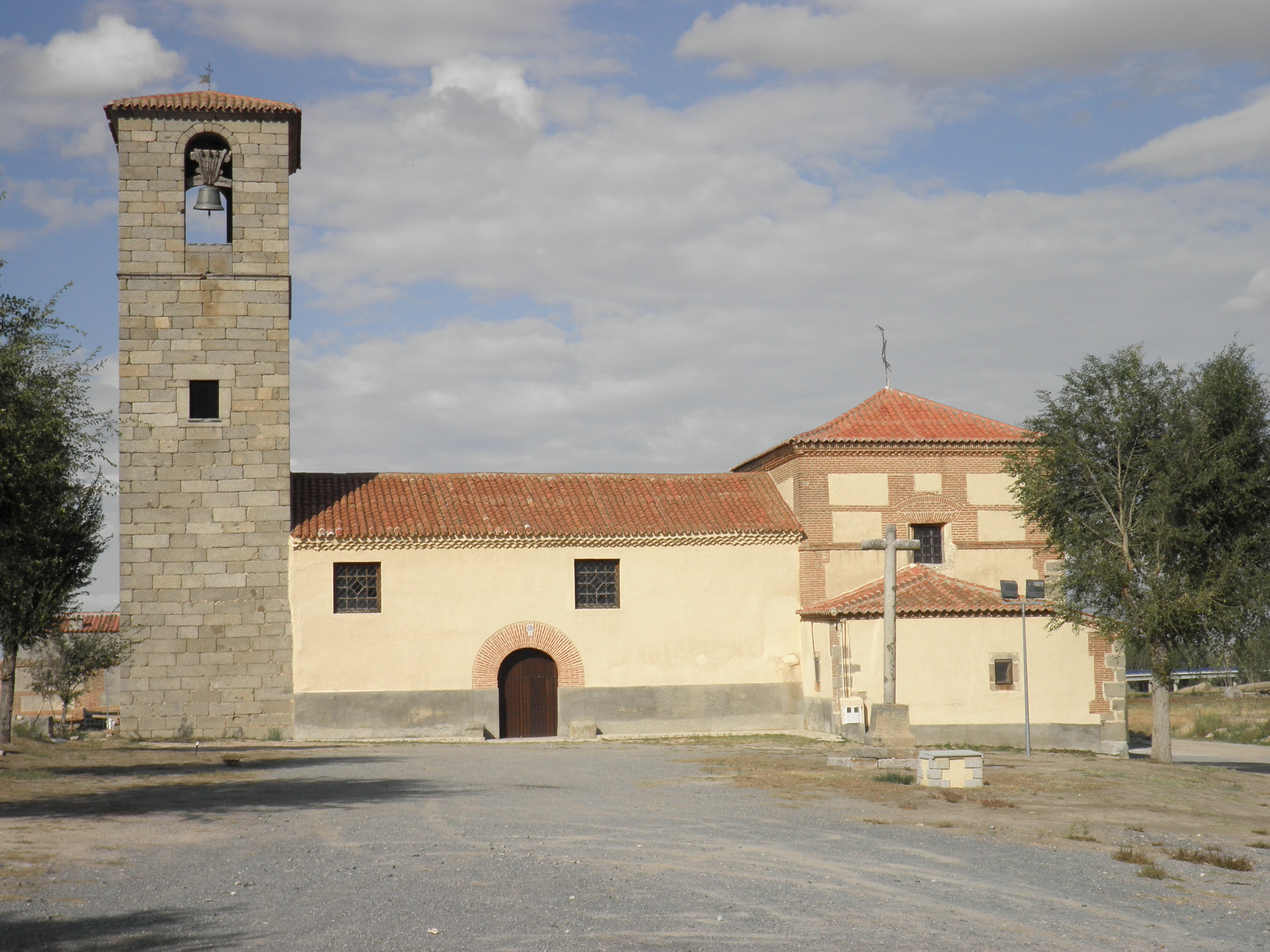
Kerk van San Pedro del Arroyo
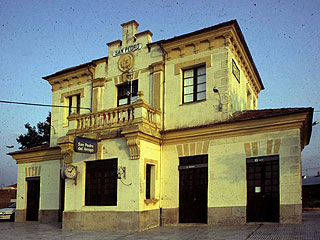
Station van San Pedro del Arroyo
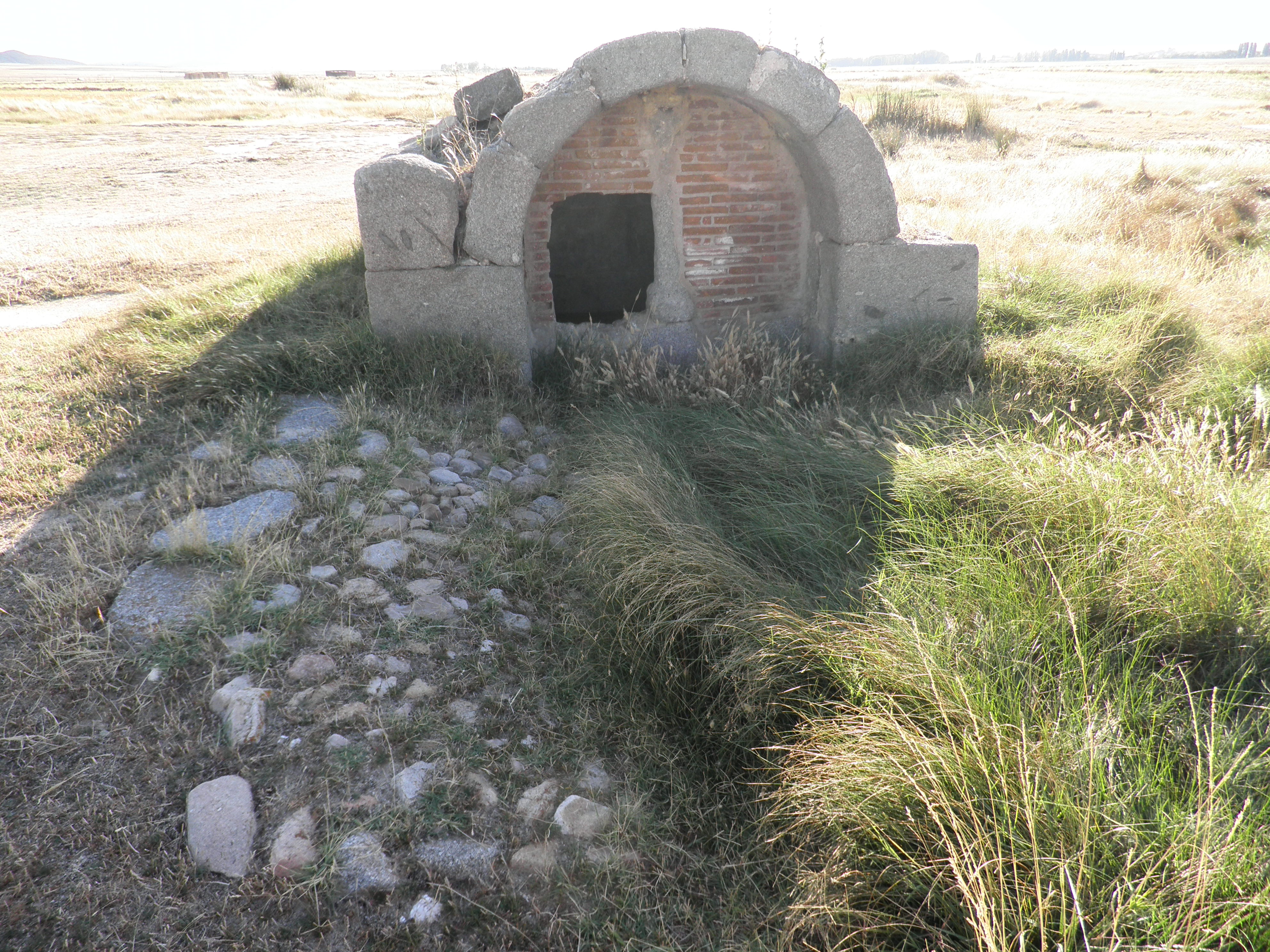